# Царев дол
Царев дол (старо име: Вискьой) е село в Североизточна България. То се намира в община Тутракан, област Силистра.

## История
При избухването на Балканската война в 1912 година един човек от Вискьой е доброволец в Македоно-одринското опълчение.